# Mieczysław Kosmowski
Mieczysław Kosmowski (ur. 1913 w Świdrach, zm. ?) – polski konfident Gestapo, pracownik poczty w Szczuczynie.

## Życiorys
Od 1933 odbywał służbę wojskową. Później pracował w rodzinnym gospodarstwie rolnym. Następnie zatrudnił się na poczcie w Szczuczynie. W 1940 jako pracownik poczty doprowadził do malwersacji finansowych. Z tego powodu zbiegł na teren Generalnego Gubernatorstwa, gdzie zaczął pracować od 30 października 1940 dla Gestapo pod nazwiskiem Walter Krause. Wiadomo, że kilkukrotnie przekraczał granicę, przechodząc na tereny okupacji sowieckiej z zadaniem zbierania wiadomości szpiegowskich z terenów granicznych, takich jak Szczuczyn czy Wąsosz, Radziłów i Jedwabne. W czerwcu 1941 Mieczysław Kosmowski pod pseudonimem „Gienek” został przeniesiony przez Gestapo w rodzinne strony, czyli w okolice Szczuczyna.
W czerwcu 1941, w Szczuczynie, Mieczysław Kosmowski razem ze swoimi braćmi oraz miejscowym kowalem – Stanisławem Peniukiem (który został wcześniej mianowany przez niemieckiego okupanta burmistrzem), zgromadzili grupę Polaków, którzy w dniach 27 i 28 czerwca zaatakowali Żydów w czterech różnych lokalizacjach w mieście, mordując 300–400 osób. Po 1941 pracował na terenie Wąsosza, Szczuczyna, Radziłowa i Jedwabnego oraz Bydgoszczy. Losy powojenne nieznane – ostatni raz widziano go podczas ewakuacji z Bydgoszczy w 1944.